# Dia del Solter
El Dia del Solter o Guanggun Jie (xinès tradicional: 光棍節, xinès simplificat: 光棍节, pinyin: Guānggùn Jié) és una festivitat commemorada a la Xina per celebrar l'orgull de no tenir parella sentimental. Se celebra l'11 de novembre de cada any i la data, 11/11, fou escollida pel fet que el número 1 representa una sola persona. Recentment, la festa s'ha convertit en un dels principals dies de facturació del comerç en línia al món.

## Origen
Aquesta celebració té el seu origen a la Universitat de Nanquín l'any 1993. Inicialment, només se celebrava entre els homes, sent un esdeveniment popular en totes les universitats xineses durant la dècada de 1990. La data serveix per a la socialització entre solters, comptant amb esdeveniments com, per exemple, cites a cegues perquè les persones abandonin la vida de solter. L'any 2011 es va celebrar l'anomenat "Dia dels Solters del Segle" (11/11/11), amb diverses activitats de promoció amb relació a l'esdeveniment, dirigides principalment a atreure joves consumidors.

## Compres en línia
El 28 de desembre de 2012, Alibaba Group va registrar el terme 双十一 (doble 11), sent un dels principals portals de vendes en línia juntament amb les seves altres webs Tmall i Taobao. L'any 2013 les vendes van arribar a 5800 milions de dòlars nord-americans, l'any 2014 a 9300 milions, l'any 2015 a 14300 milions, en 2016 a 17800 milions, en 2017 a 25400 milions, en 2018 a 30800 milions i en 2019 a 38300 milions.